# Bravo (rete televisiva)
Bravo è una rete televisiva via cavo statunitense, proprietà di NBCUniversal. È stato lanciato il 1º dicembre 1980.

## Programmi trasmessi
- Top Chef (2006-in corso)